# طفلة جميلة (فلم)
طفلة جميلة (بالإنجليزية: Pretty Baby) هو فيلم دراما تاريخي من إخراج لويس مال تم إصداره في عام 1978، واسم الفيلم مستوحى من أغنية طفلة جميلة التي كتبها توني جاكسون والتي استخدمت في الموسيقى التصويرية ، وعلى الرغم من أن الفيلم حظى بالكثير من النقد المادح، إلا أنه كان مثيرًا للجدل لاحتوائه على مشاهد عارية واضحة لفتاة قاصر، وهي الممثلة بروك شيلدز.

## القصة
تقع أحداث الفيلم في سنة 1917، في الأشهر الأخيرة لبيت دعارة شرعي يقع في ستوريفل، مقاطعة الضوء الأحمر، نيو أورلينز، لويزيانا في الولايات المتحدة. هاتّي، باغية تعمل في بيت الدعارة الذي يُدار بواسطة السيدة نيل ولديها طفلة في الثانية عشر اسمها فيلوت تعيش معهم في نفس البيت. ومن ثمّ يأتي المصور (وهو شخصية حقيقية) إرنست بيلوك إلى البيت ويطلب من السيدة نيل تصوير البغايا مقابل أن يدفع لها، وهو ما حدث، حيث صور العديد منهنّ، وأغلب الصور كانت لهاتّي، وكانت أعمال بيلّوك تثير فيلوت للغاية. ثم تهاجر هاتّي مع زوج جديد، وبقت فيلوت في المنزل تعمل كباغية بعد أن فقدت عذريتها بواسطة شخص فاز بها في مزاد أعلنته السيدة نيل، وظل بيلوّك يتردد على المنزل ويقضي وقتًا طويلاً مع فيلوت التي أعجب بجمالها، ثم أغلق بيت الدعارة وتزوج بيلّوك بفيلوت، وبعدها بفترة قليلة عادت هاتّي لتأخذ فيلوت من زوجها ليعيشوا في سانت لويس، ميزوري ووافقت فيلوت وتركت بيلوّك.

## طاقم التمثيل
- بروك شيلدز: فيلوت.
- كيث كارادين: بيلّوك.
- سوزان سارندون: هاتّي.
- فرانسيس فاي: نيل.
- أنتونيو فارجاس: أستاذ.
- ديانا سكارويد: فريدا.
- باربرا ستيل: جوسفين.
- سيريت سكوت: فلورا.
- شيريل ماركويتز: جوسي.
- سوزان مانسكي: فانّي.
- لورا زيمّيرمان: آجنس.
- ميز ماري: أوديت.

## النقد والتقييم
تعرض الفيلم لهجوم من نقاد واستياء من فئة كبيرة من الجمهور بسبب احتوائه على مشاهد عارية لطفلة في الثانية عشر من عمرها ، وبسبب هذا تم تعديل نسخة الفيلم التي كانت مدتها 109 دقيقة إلى 106 دقيقة في بعض الإصدارات (إصدار الـ 109 دقيقة متوفر الآن على الدي في دي، ومع ذلك فكل الإصدارات الموجودة الآن تم إعادة تأطيرها: أي أنه تم التقريب والتركيز على جزء معين في المشهد حتى لا يظهر المشهد كله)[بحاجة لمصدر]، وبسبب هذه المشاهد العارية تم منع عرض الفيلم في محافظتي أونتاريو وساسكاتشوان في كندا، وقد وصفت رونا باريت الفيلم بأنه "فيلم أطفال إباحي"، وقد تم تقييمه في نظام جمعية الفيلم الأمريكي لتقييم الأفلام على أنه من فئة R في الولايات المتحدة الأمريكية، وعلى أنه من فئة 18 في المملكة المتحدة حسب تصنيف المجلس البريطاني لتصنيف الأفلام، وعلى أنه R18+ في أستراليا حسب تصنيف مكتب تصنيف الأفلام والآداب.

## استقبال
حصل الفيلم على أرباح 5.8 مليون دولار في الولايات المتحدة.

## الجوائز
حصل على الجائزة التقنية الكبرى في مهرجان كان لعام 1978، وترشّح لجائزة الأوسكار في فئة أفضل موسيقى تصويرية.

## روابط خارجية
- مقالات تستعمل روابط فنية بلا صلة مع ويكي بيانات